# Eleusine jaegeri
Eleusine jaegeri är en gräsart som beskrevs av Pilg.. Eleusine jaegeri ingår i släktet gåshirser, och familjen gräs. Inga underarter finns listade i Catalogue of Life.